# Pringles
Прінглс (англ. Pringles) — торгова марка пшенично-картопляних чипсів, вироблених компанією Kellogg's (до 5 квітня 2011 року — Procter & Gamble; в лютому 2012 року провідний виробник продуктів харчування в США компанія Kellogg's домовилася з Procter & Gamble про придбання у неї бізнесу з виробництва чипсів Pringles за 2,7 мільярда доларів).
Рецепт чипсів Pringles запатентував Олександр Лієпа (Латвієць) (англ. Alexander L. Liepa) в 1950-х роках. Вперше почали продаватися в Америці у жовтні 1968 року та називалися тоді Pringles Newfangled Potato Chips (до 1975 року).
У 1970 році компанія Procter & Gamble вперше випустила чипси у високій циліндричній банці із зображенням вусатого пекаря Джуліуса Прінгла. Першу металеву банку Pringles придумав інженер-хімік Фред Бор.
У 2009 році World's Food назвав Pringles найпопулярнішими картопляними чипсами у світі. При цьому загальний щорічний обсяг продажів[коли?] перевищує мільярд доларів.
Чипси Pringles, продаються в Україні, як правило, виробляються на заводах компанії в Польщі в місті Кутно.

## Склад
Чипси Pringles складаються з 42 % картопляних продуктів (зневоднена картопля), а також з пшеничного крохмалю та борошна (кукурудзяної, картопляної або рисової), змішаних з рослинними оліями, емульгаторами, сіллю та іншими інгредієнтами (залежно від надається). Також у чипсах присутні такі інгредієнти як, наприклад, підсилювачі смаку та аромату (наприклад, глутамат натрію), ароматизатори, регулятори кислотності, харчові барвники, підсолоджувачі мальтодекстрин та декстрозу..

## Смакові варіанти
Тут наведені сезонні варіанти чипсів Pringles, що коли-небудь вироблялися і сезонні; поточний каталог продукції розміщено на сайті виробника.

### Стандартні
- Кетчуп (Ketchup)
- Ковбаска та бекон (Sausage & Bacon)
- Краб (Crab)
- Цибулеві кільця (Onion Rings)
- Паприка (Paprika)
- Піца (Pizza)
- Різдвяна індичка (Xmas Turkey)
- Сметана та цибуля (Sour Cream & Onion)
- Стейк на палаючим грилі (Flame Grilled Steak)
- Сир та цибуля (Cheese & Onion)
- Сирний сир (Cheesy Cheese)
- Original
- Копчений бекон (Bacon)
- Барбекю стейк (BBQ Steak)
- Сіль та оцет (Salt & Vinegar)
- Паприка на грилі (Grilled Paprika)
- Соус табаско (Extra Hot)

#### Серія Light Aromas
- Оригінальний (Original)
- Сир по-грецьки (Greek Style Cheese)
- Тайські спеції (Spicy Thai)
- Червоний перець (Red Pepper)
- Італійська песто (Italian Style Pesto)
- Легка сметана та цибуля (Light Sour Cream & Onion)

#### Серія Gourmet
- Стейк-гриль та карамелізована цибуля (Flame Grilled Steak & Caramelized Onion)
- Морська сіль та бальзамічний оцет (Sea Salt & Balsamic Vinegar)
- Тертий дозрілий сир та зелена цибуля (Crumbling Mature Cheese & Spring Onion)
- Тайський солодкий чилі та цимбопогон (Thai Sweet Chilli & Lemongrass)

#### Серія Rice Infusions
- Сіль та оцет (Salt & Vinegar)
- Гарячий та гострий (Hot & Spicy)
- Червона паприка (Red Paprika)
- Тайський чилі та лайм (Thai Chilli & Lime)
- Сир та цибуля (Cheese & Onion)
- Сметана та цибуля (Sour Cream & Onion)
- Sweet BBQ Spare Rib

#### Серія Mini
- Сир та цибуля (Cheese & Onion)
- Техаський барбекю-соус (Texas BBQ Sauce)
- Оригінальний (Original)
- Сметана та цибуля (Sour Cream & Onion)
- Сіль та оцет (Salt & Vinegar)

#### Серія Xtreme
- Blastin' Buffalo Wing
- Кричущий кроповий розсіл (Screamin' Dill Pickle)
- Вибухові сир та чилі (Exploding Cheese & Chilli)
- Вогняний соус чилі (Flamin' Chilli Sauce)
- Вогняний васабі (Fiery Wasabi)

#### Серія XTRA
- Екстра сирний начо сир (XTRA Cheesy Nacho Cheese)
- Екстра сметана та цибуля (XTRA Kickin` Sour Cream & Onion)
- Екстра зухвалий барбекю (XTRA Saucy BBQ)
- Екстра пряний соус чилі (XTRA Spicy Chili Sauce)

#### Серія Sizzl’n
- Сметана (Kickin’ Sour Cream)
- Гострий барбекю (Spicy BBQ Flavour)
- Сир та чилі (Cheese & Chilli)